# Cleveland (Schiff, 1942)
Die USS Cleveland (CL-55) war ein Leichter Kreuzer der United States Navy und das Typschiff der Cleveland-Klasse. Sie stand von 1942 bis 1947 im Dienst der US-Marine und wurde im Mittelmeer sowie dem Pazifik eingesetzt.

## Geschichte

### Bau, Indienststellung und erste Einsätze
Die Cleveland, das zweite Schiff dieses Namens, wurde am 1. Juli 1940 bei New York Shipbuilding in Camden, New Jersey, auf Kiel gelegt. Getauft durch Mrs. H. Burton, lief der Kreuzer am 1. November 1940 vom Stapel und wurde am 15. Juni 1942 unter dem Kommando von Captain E. W. Burrough in Dienst gestellt.
Am 10. Oktober verließ die Cleveland Norfolk, um sich einem Verband vor den Bermudas anzuschließen, der Kurs aufs Mittelmeer nahm. Als Teil der Unterstützungskräfte der alliierten Landung in Nordafrika nahm der Kreuzer am 8. November Stellungen der französischen Vichy-Truppen bei Fedala unter Feuer. Am 12. November wurde dann wieder Kurs auf die US-Ostküste gesetzt, wo die Cleveland am 24. November wieder in Norfolk einlief.
Am 5. Dezember brach der Kreuzer in Richtung Pazifik auf, am 16. Januar 1943 traf er in Efate, Neue Hebriden, ein. Der erste Einsatz war die Sicherung eines Nachschubkonvois nach Guadalcanal zusammen mit der Task Force 18. Am 29. und 30. Januar wurde der Kreuzer während der Schlacht bei Rennell Island durch japanische Flugzeuge angegriffen.
Als Teil der Task Force 68 befuhr die Cleveland am 6. März den „slot“, wie der New-Georgia-Sund von der US-Marine genannt wurde. Sie griff japanische Flugplätze bei Vila an und war an der Versenkung zweier japanischer Zerstörer im Golf von Kula beteiligt. Am 30. Juni war der Kreuzer an der Bombardierung der Shortland-Inseln beteiligt, am 12. Juli sicherte er die Landung auf Munda. Nach einem kurzen Werftaufenthalt in Sydney kehrte die Cleveland zur Flotte zurück, um am 26. und 27. Oktober an der Vorbereitung für die Invasion auf den Treasury-Inseln teilzunehmen.
Die Task Force 68 griff am 1. November Buka und Bonis an, um die auf Bougainville landenden Truppen zu unterstützen, lief dann nach Süden, um japanische Stellungen auf den Shortland-Inseln zu neutralisieren, und fing in der folgenden Nacht während der Seeschlacht bei der Kaiserin-Augusta-Bucht einen japanischen Verband ab. Ein japanischer Luftangriff in der Nacht vom 1. auf den 2. November wurde ebenfalls abgewehrt, mehrere Flugzeuge wurden von der Flugabwehr des Kreuzers abgeschossen. Am 23. Dezember griff die Cleveland erneut die Insel Buka an, anschließend verlegte sie ins Seegebiet zwischen Truk und den Green Islands, um vom 13. bis zum 18. Februar 1944 die Landung auf den Green Islands zu sichern.

### Einsätze 1944 und 1945
Nachdem die Cleveland vom 17. bis zum 23. März die Eroberung von Emiru unterstützt hatte, lief sie zur Überholung und Nachschubbunkerung nach Sydney. Nach der Rückkehr zu den Salomonen-Inseln am 21. April wurde mit den Vorbereitungen für die Rückeroberungen der Marianen begonnen. Als der Kreuzer am 20. Mai unter den Beschuss einer japanischen Küstenbatterie geriet, erwiderte er das Feuer und zerstörte die Stellung.

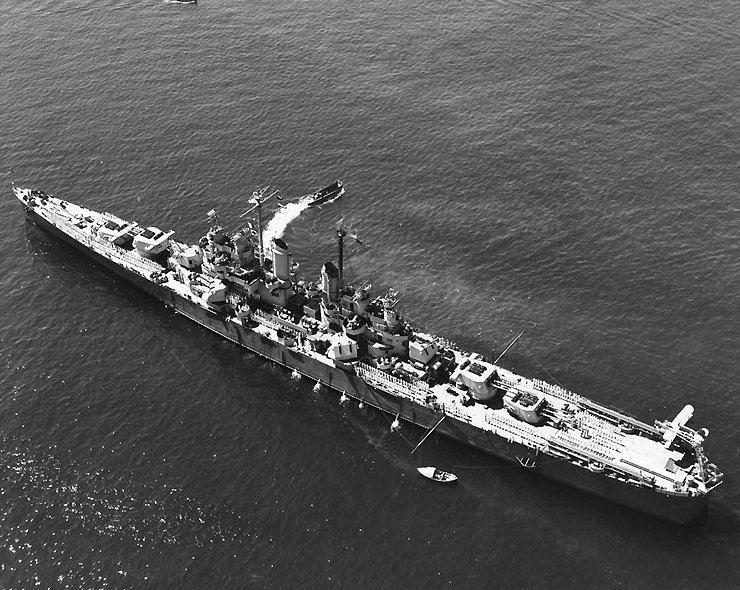
Die Cleveland 1944

Vom 8. Juni bis zum 12. August nahm die Cleveland an der Schlacht um die Marianen-Inseln teil. Am 24. Juli, während der Landung auf Tinian, kam die Cleveland dem Zerstörer Norman Scott zur Hilfe, der von einer Küstenbatterie schwer getroffen worden war. Der Kreuzer manövrierte sich zwischen die Norman Scott und die Batterie, um weitere Treffer zu verhindern und brachte die Stellung dann mit seinen schweren Geschützen zum Schweigen. Die Cleveland lieferte weiter Unterstützung für landende Truppen und wurde zwischenzeitlich der Task Force 58 zugeteilt, die am 19. und 20. Juni in der Schlacht in der Philippinensee den japanischen Kräften schwere Verluste beibrachte.
Vom 12. bis zum 29. September war die Cleveland an der Landung auf Palau beteiligt, am 5. Oktober 1944 verließ sie Manus in Richtung der Vereinigten Staaten, wo sie einer gründlichen Überholung unterzogen wurde. Am 9. Februar 1945 traf sie dann in der Subic Bay ein und beteiligte sich an der Bombardierung Corregidors am 13. und 14. Februar, um die Landung dort zu unterstützen. Auch während der alliierten Landungen bei Puerto Princesa, den Visayas, Panay und der Region um Malabang-Parang war sie zur Unterstützung eingeteilt.
Am 7. Juni 1945 verließ die Cleveland Subic Bay, um als Teil der Deckungsflotte die Landung in der Bucht von Brunei am 10. Juni zu sichern. Am 15. Juni kehrte der Kreuzer nach Subic Bay zurück, von wo aus er nach Manila fuhr, um General Douglas MacArthur und seinen Stab an Bord zu nehmen, die die Landung auf Balikpapan beobachten wollten. Nach seiner Ankunft am 30. Juni begann der Kreuzer am nächsten Morgen mit dem Unterstützungsfeuer. Nach einer Inspektion der Landezone kehrte MacArthur an Bord der Cleveland am 3. Juli nach Manila zurück.
Als Teil einer neuen Kreuzerkampfgruppe brach die Cleveland am 13. Juli in Richtung Okinawa auf, wo sie am 16. Juli eintraf. Von dort aus führte der Verband bis zum 7. August mehrere Angriffe gegen die japanische Schifffahrt im Ostchinesischen Meer.

### Kriegsende und Außerdienststellung
Am 9. September verließ die Cleveland Okinawa, um als Teil der alliierten Besatzungsmacht die Evakuierung von Kriegsgefangenen aus der Region um Wakayama zu sichern. Bis zur Ablösung durch die 6. US-Armee verblieb sie dann als Besatzungskraft in Honshu. Nach einem kurzen Aufenthalt in der Bucht von Tokio vom 28. Oktober bis zum 1. November setzte der Kreuzer Kurs über Pearl Harbor, San Diego und den Panamakanal nach Boston, wo er am 5. Dezember eintraf und zur Überholung ins Dock ging. Nach dem Abschluss der Arbeiten absolvierte die Cleveland zahlreiche Übungseinsätze von Newport aus, im Juni 1946 führte eine Ausbildungsfahrt sie nach Halifax und Québec, bevor sie nach Philadelphia fuhr, um für die Außerdienststellung vorbereitet zu werden.
Am 7. Februar 1947 wurde die Cleveland außer Dienst gestellt und eingemottet. Nach der Streichung aus den Schiffsregistern am 1. März 1959 wurde sie 1960 zur Verschrottung an Boston Metals in Baltimore verkauft und in der Folgezeit abgebrochen.
Die Cleveland erhielt für ihren Einsatz in der Kaiserin-Augusta-Bucht zusammen mit den anderen Schiffen ihres Verbands eine Navy Unit Commendation, zudem insgesamt dreizehn Battle Stars für ihren Einsatz während des Zweiten Weltkriegs.